# Hans Ludwig von Maltzahn

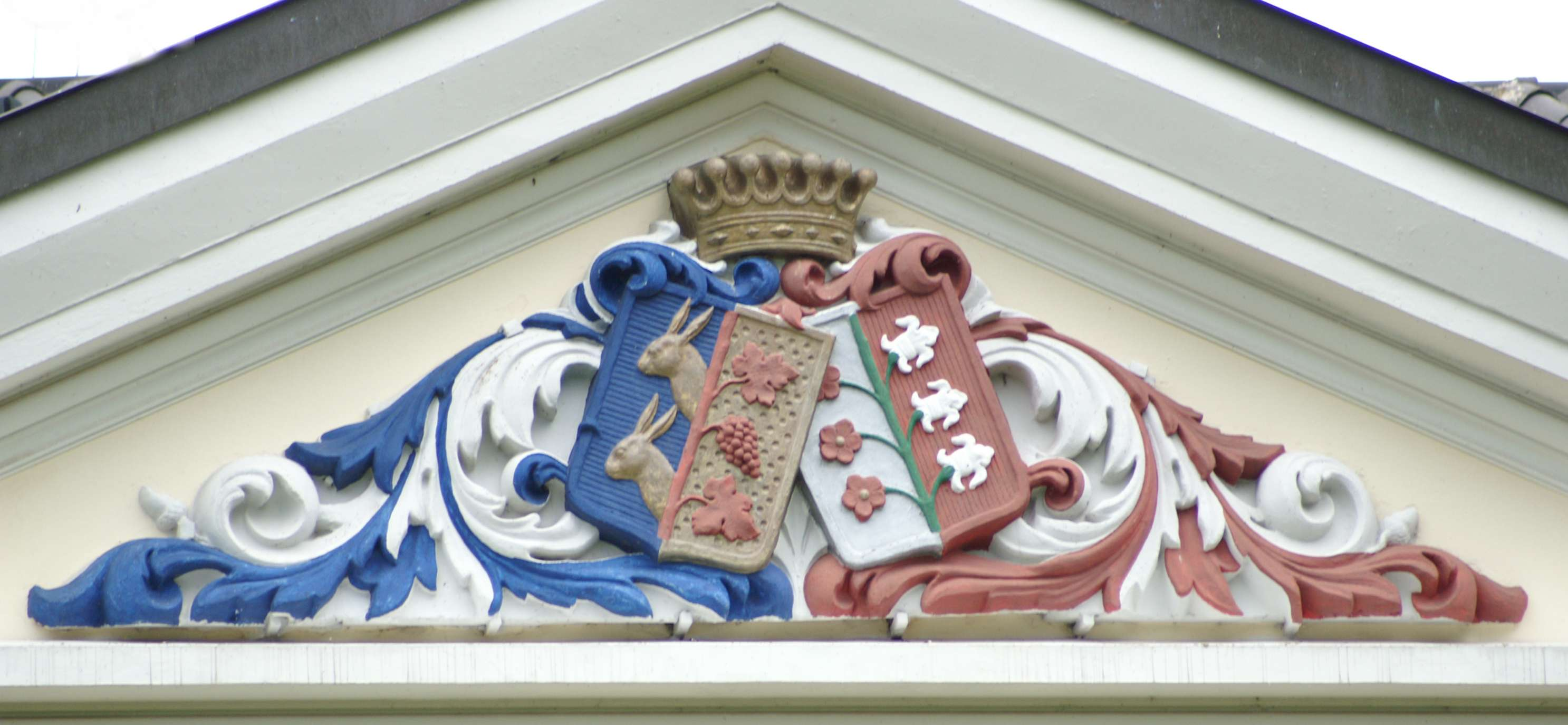
Allianzwappen der Familien von Maltzahn und von Lücken am Herrenhaus Vanselow

Hans Ludwig Freiherr von Maltzahn (* 9. März 1837 auf Herrenhaus Vanselow; † 3. Januar 1899 ebenda) war Rittergutsbesitzer und Mitglied des Deutschen Reichstags.

## Leben
Bis 1856 besuchte er das Sundische Gymnasium in Stralsund und danach die Universitäten Heidelberg, Erlangen und Berlin. In Heidelberg wurde er 1857 Mitglied des Corps Vandalia. Am Deutsch-Französischen Krieg 1870/71 nahm er beim 14. Armeekorps teil und erhielt das Eiserne Kreuz 2. Klasse.
Von 1870 bis 1872 ließ er durch Georg Daniel das neue Herrenhaus Vanselow erbauen. Ein Allianzwappen seiner Familie und der Familie seiner Frau ist noch heute am Herrenhaus sichtbar.
Von November 1888 bis 1893 war er Mitglied des Deutschen Reichstags für den Wahlkreis Regierungsbezirk Stettin 1 Demmin, Anklam und die Deutschkonservative Partei.

## Familie
Hans Ludwig von Maltzahn gehörte dem Adelsgeschlecht Maltzahn an.
Er heiratete Agnes Alice von Lücken aus dem Hause Zahrensdorf (* 1841; † 1930 in Berlin).
Sein ältester Sohn, Oberst Hans-Mortimer von Maltzahn (* 23. August 1863; † 12. Januar 1916), der mit Anna geborene von der Schulenburg aus Beetzendorf (* 28. Februar 1868; † 9. Februar 1961), einer Tochter von Werner von der Schulenburg, verheiratet war, verstarb im Ersten Weltkrieg. Dessen Tochter Veronika (* 1892; † 1945) war mit Joachim von Blücher verheiratet.
Seine einzige Tochter, Anni von Maltzahn, (* 22. Januar 1877, † 10. Juli 1948 in Lauenburg/Elbe) war Porzellanmalerin in der Königlichen Porzellan-Manufaktur Berlin.